# 温斯洛陨击坑
温斯洛陨击坑（Winslow）是火星雅庇吉亚区的一座撞击坑，其中心坐标位于南纬3.74度、东经59.16度处，直径1.88公里（0.67英里）。该特征取名自美国亚利桑那州位于巴林杰陨石坑东面的温思劳镇，2006年被国际天文联合会行星系统命名工作组批准接。
巴杰林陨石坑与温斯洛陨击坑形状及大小都相似，这两座陨坑也具有相似的红外特征。

## 另请查看
- 高分辨率成像科学设备
- 撞击事件
- 火星撞击坑
- 火星矿石资源
- 行星体系命名法